# Tranvía de Memphis
El Tranvía de Memphis  es un sistema de tranvía histórico ubicado en Memphis, Tennessee. El tranvía de Memphis fue inaugurado el 29 de abril de 1993. El Tranvía de Memphis cuenta con 11 estaciones.